# Carl Spiegel von und zu Peckelsheim
Carl Spiegel von und zu Peckelsheim (* 20. April 1808; † 25. Juni 1886 in Hannover) war ein deutscher Verwaltungsbeamter, Rittergutsbesitzer und Parlamentarier.

## Leben
Spiegels Eltern waren der Wirkliche Geheime Rat Karl Emil Spiegel von und zu Peckelsheim (* 1. September 1782; † 11. September 1849) und dessen Ehefrau Emilie Wilhelmine von Rotberg (* 26. Januar 1787; † 15. Januar 1870).
Carl Spiegel von und zu Peckelsheim studierte Rechtswissenschaften an der Ruprecht-Karls-Universität Heidelberg. 1827 wurde er Mitglied des Corps Saxo-Borussia Heidelberg. Er trat nach dem Studium in den preußischen Staatsdienst und wurde Regierungsrat in Magdeburg. Er war Besitzer des Fideikommisses Spiegelsberge in Bielefeld und weiterer Rittergüter. Zuletzt lebte er auf Spiegelsberge. In der Preußischen Armee erreichte er den Dienstgrad Hauptmann. Er erhielt den Charakter als Geh. Regierungsrat.
1854–1858 vertrat Spiegel als Abgeordneter den Wahlkreises Magdeburg 7 im Preußischen Abgeordnetenhaus. Zunächst gehörte er der Fraktion von Arnim und ab 1855 der Fraktion Graf Pückler an.

## Familie
Er heiratete 1842 Sylvia Charlotte von Frankenberg und Ludwigsdorf (* 11. Oktober 1819; † 18. Februar 1895), die Tochter des Abgeordneten Leopold von Frankenberg und Ludwigsdorf. Das Paar hatte zwei Kinder:
- Melanie (* 11. Mai 1843)
- Karl Leopold (* 27. März 1851; † 21. März 1895), Herr auf Werna ⚭ 1886 Marie Anna (* 30. April 1863) von Krosigk[3], eine Tochter des Generals Gebhard Friedrich von Krosigk